# Њу Андервуд (Јужна Дакота)
Њу Андервуд (енгл. New Underwood) град је у америчкој савезној држави Јужна Дакота.

## Демографија
По попису из 2010. године број становника је 660, што је 44 (7,1%) становника више него 2000. године.
| Група             | 2000.       | 2010.       |
| Белци             | 568 (92,2%) | 580 (87,9%) |
| Афроамериканци    | 0 (0,0%)    | 0 (0,0%)    |
| Азијати           | 0 (0,0%)    | 1 (0,2%)    |
| Хиспаноамериканци | 7 (1,1%)    | 18 (2,7%)   |
| Укупно            | 616         | 660         |